# جانور (مثل حیوان بگا)
«جانور (مثل حیوان بگا)» (به انگلیسی: ‎Animal (Fuck Like a Beast)‎) نام یکی از ترانه‌ها و اولین تک‌آهنگ گروه هوی متال وسپ است که در اصل متعلق به اولین آلبوم استودیویی آن‌ها ‎W.A.S.P.‎ بود.
پس از آن‌که کپیتال رکوردز با قرار گرفتن این ترانه در آلبوم ‎W.A.S.P.‎ مخالفت کرد اعضای گروه آن را از لیست قطعات آلبوم حذف کردند و در قالب یک تک‌آهنگ منتشر کردند. بلکی لاولس که «جانور (مثل حیوان بگا)» را نوشته‌است، در سال‌های اخیر با توجه به باورهای مذهبی‌اش آن را در کنسرت‌های وسپ اجرا نمی‌کند.

## درباره
این ترانه در ابتدای سال ۱۹۸۴ و به‌عنوان یکی از قطعات آلبوم ‎W.A.S.P.‎ ضبط شد. اما ناشر از بیم آن‌که اکثریت خُرده‌فروشان زنجیره‌ای، آلبوم را تحریم کنند و فروش آن کم شود با قرار دادن این قطعه در آلبوم مخالفت کرد. شرکت نشر مستقل بریتانیایی میوزیک فور نیشنز که بعداً قبول کرد «جانور (مثل حیوان بگا)» را فقط در اروپا منتشر کند، آن را در کیسه‌های پلاستیکی سیاه رنگ و با برچسب هشدار «محتویات رُک» عرضه می‌کرد.
گروه این ترانه را معمولاً در کنسرت‌های شان با ایراد خطابه‌ای قبل از آن آغاز می‌کنند. چیزی شبیه به جمله‌هایی که در یکی از کنسرت‌های سال ۱۹۸۴ خطاب به حضار گفته‌شد:

همهٔ شما متال‌بازها که امشب اینجا هستین... دنبال یک ضعیفه هستین؟

میدونستم، من می‌دونم که ما این کار رو تو آمریکا چطوری انجام می‌دیم، اما فقط یک راه برای انجام دادنش وجود داره.
من می‌خوام بدونم چندتا از شما متال‌بازها طرف رو مثل یک حیوون میگائین! اگه مثل حیوون کردن رو دوست دارین پس شما یک جوونور هستین!
مرکز منابع موسیقی والدین این ترانه را به‌خاطر محتوای‌اش در ردهٔ ۹ام جدول «پانزده ترانهٔ کثیف» قرار داده‌است.
برای مدت‌های مدید «جانور (مثل حیوان بگا)» بدون محتوا در نظر گرفته‌می‌شد و فقط دو سطر شعر آغازین‌اش«I've got pictures of naked ladies, lying on their beds» مورد توجه قرار می‌گرفت. در مطلبی که در سال ۱۹۹۷ و به‌مناسبت انتشار مجدد آلبوم ‎W.A.S.P.‎ در مجلهٔ کرنگ! درج شده، به یک مطلب از شماره‌های قدیمی آن نشریه استناد شده که طبق آن بلکی لاولس از مشاهدهٔ عکس جفت‌گیری ۲ قلاده شیر در نشنال جیاگرافیک به‌عنوان ایدهٔ اولیهٔ این ترانه استفاده کرده‌است. لاولس بعداً گفته بود که پس از دیدن یک استندآپ کمدی که کمدین در بخشی از آن در باب مسائل زناشوئی صحبت می‌کرده و با ترکیب این ۲ موضوع، ترانه را خلق کرده‌است.